# بدری اوموری
بدری اوموری (آلبانیایی: Bedri Omuri؛ زادهٔ ۱۶ ژانویهٔ ۱۹۵۷) بازیکن فوتبال اهل آلبانی بود.
از باشگاه‌هایی که در آن بازی کرده‌است می‌توان به باشگاه فوتبال تیرانا اشاره کرد.
وی همچنین در تیم ملی فوتبال آلبانی بازی کرده‌است.